# Tijelo od laži (2008.)
Tijelo od laži (eng. Body of Lies) je američki akcijsko-špijunski film Ridley Scotta iz 2008. godine. U glavnim ulogama nastupaju Leonardo DiCaprio, Russell Crowe i Mark Strong. Radnja je smještena na Bliskom istoku, a prati pokušaje hvatanja terorista "al-Saleema" koje provode CIA i jordanske obavještajne službe. Frustrirani neuhvatljivom metom, razlike u pristupima operaciji hvatanja mete otežavaju odnose između operativca CIA-e, njegovog nadređenog i čelnika jordanskih obavještajnih službi.
Scenarij koji je napisao William Monahan, temeljen na istoimenom romanu Davida Ignatiusa, dočarava suvremenu napetost između zapadnih i arapskih društava i uspoređuje učinkovitost tehnoloških i ljudskih protuobavještajnih metoda. Film je snimljen u velikoj mjeri na lokacijama u Sjedinjenim Državama i Maroku, nakon što su vlasti u Dubaiju odbile dati dopuštenje da se tamo snima zbog političkih tema. Kamera u filmu nastojala je naglasiti kontrast između zlata i prašine pustinje i arapskih gradova, plave i sive birokracije i Washingtona. Sukladno tome, korišteno je prirodno svjetlo, gdje god je to bilo moguće. Marc Streitenfeld je skladao glazbu za film. 
Kritičari su hvalili Scottovu režiju i vizualni stil, ali kritizirali su njegovo formulaično rukovanje pričom i korištenje elemenata iz špijunskog žanra, kao što su visinske nadzorne snimke sa špijunskih zrakoplova. Film je objavljen u Sjedinjenim Državama 10. listopada 2008. godine. 

## Radnja
Roger Ferris (Leonardo DiCaprio) je CIA-in operativac u Iraku koji je u potrazi za teroristom znanim kao al-Saleem (Alon Abutbul). Tamo upoznaje Nizara (Mehdi Nebbou), člana terorističke organizacije koji je spreman dati informacije u zamjenu za azilom u Sjevernoj Americi.
Unatoč prigovorima svog nadređenog, Eda Hoffmana (Russell Crowe), Ferris pristaje na Nizarove zahtjeve. Nizar je iskorišten kao pijun u raskrinkavanju ostatka njegove ćelije; međutim Nizara uhvate te je Ferris prisiljen ubiti ga kako Nizar ne bi odao njegov identitet te identitet njegovog suradnika, Basama (Oscar Isaac). Razljućen Hoffmanovom indiferentnošću prema informacijama koje mu je Nizar dao, Ferris skupa s Basamom ide potražiti sigurnu kuću u iračkom Baladu, za koju im je Nizar rekao.
Tamo Ferris primijeti kako neki čovjek pali snimke i pokušava se infiltrirati, ali je otkriven. U posljedičnoj pucnjavi i potjeri, Ferrisov i Basamov terenac je pogođen RPG-om. Ferris i nešto snimki se uspjeva spasiti prijevozom helikopterom, dok je Basam ubijen u eksploziji.
U međuvremenu, nepoznati teroristi u UK-u planiraju napade po Manchesteru slijedeći primjer eksplozije autobusa u Sheffieldu, ali se namjerno raznesu u trenutku upada policije u njihov stan. Nakon oporavka od zadobivenih ozljeda, Ferris je prebačen u Jordan kako bi otamo nastavio potragu za al-Saleemom. Tamo se Ferris susreće i dogovori suradnju s Hani Salaamom (Mark Strong), šefom jordanskih obavještajnih službi.
Zahvaljujući podacima koje je Ferris uspio izvući iz sigurne kuće u Baladu, Hoffman je pronašao al-Saleemovu sigurnu kuću u Jordanu te naređuje Ferrisu da je nadzire. Istovremeno, Hoffman organizira, bez Ferrisova znanja, "malu operaciju" u lokalnoj obavještajnoj podružnici. Ferrisov podređeni u CIA-i, Skip (Vince Colosimo), mu identificira lokalnog prikrivenog agenta, Ziyada Abishija (Ali Khalil).
Terorist iz sigurne kuće ubrzo raskrinkava Abishija. Nakon toga, terorist žuri informirati svoje kolege iz sigurne kuće, ali Ferris ga uhvati i ubije na mjestu koje bi impliciralo da je smrt rezultat pljačke pošle po zlu. Salaam (kroz svoje kanale) potvrđuje ovu teoriju teroristima u sigurnoj kući.
Ferris je otkrio Hoffmanovu "malu operaciju" te ga izvrijeđa i govori mu da je zaustavi jer može minirati i narušiti integritet operacije. Dok se nalazi u bolnici, gdje mora primiti injekcije protiv bjesnoće zbog ugriza pasa tokom ubijanja terorista, Ferris upoznaje medicinsku sestru Aišu (Golshifteh Farahani) i razvija romantične osjećaje prema njoj. U Europi se dogodio novi bombaški napad, u Amsterdamu, odnijevši 75 života.
Prepoznavši jednog od članova sigurne kuće kao bivšeg sitnog kriminalca Mustafu Karamija (Kais Nashif), Salaam odvodi Karamija u pustinju i regrutira ga, prijeteći mu da će ga označiti kao njihovog suradnika ako ne bude surađivao. Hoffman zahtjeva od Salaama da mu prepusti Karamija, ali on to odbija, vjerujući da će mu Karami donijeti veliku nagradu poslije. Bez znanja Ferrisa i Salaama, Hoffman u suradnji sa Skipom organizira otmicu Karamija.
Karami uspije pobjeći Skipu te alarmira svoje prijatelje u sigurnoj kući da ih se promatra te je oni napuste. Skip je potom uhvaćen i doveden na jedno od smetlišta u gradu. Tamo se susreću Ferris i Salaam te ga Salaam optužuje da je znao za otmicu Karamija, upirući prst na Ferrisovu dvoličnost s njim kao razlogom za uništenje sigurne kuće te ga protjeruje iz Jordana.
Ferris se nalazi s Hoffmanom u Washingtonu te njih dvojica razviju novi plan hvatanja al-Saleema. Sumnjajući da se al-Saleemov motiv više ponos nego ideologija, lažiraju teroristički napad i smještaju Omaru Sadikiju (Ali Suliman), nevinom jordanskom arhitektu, odgovornost za napad, nadajući se da će al-Saleem izaći iz sjene i stupiti u kontakt s njim. al-Saleem je vidio napad na TV-u i nasjeo.
Salaam poziva Ferrisa natrag u Jordan i podijeli mu svoju sumnju da je Omar Sadiki terorist, ali Ferris glumi indiferentnost. Ferris poslije pokušava spasiti Sadikija od al-Saleemovih ljudi, ali ne uspijeva te u potjeri Skip izgubi život nakon sudara. Na ispitivanju, Sadiki niječe ikakvo saznanje o napadu, a poslije je nađen pretučen i ubijen.
Ferris se poslije vraća u stan i saznaje da je Aiša oteta. U očaju zatraži Salaamovu pomoć, priznajući mu lažiranje napada i terorističke ćelije Omara Sadikija. Salaam mu odbija pomoći zato što mu je Ferris lagao o svemu tome.
Ferris se ponudi otmičarima kao zamjena za Aišu te je doveden u pustinju, dok Hoffman sve nadgleda preko preko dronova. Ferris se odjednom nađe okružen terencima, koji kruže oko njega stvarajući oblak prašine prije nego što ga pokupe. Prašina blokira Hoffmanov nadzor tako da on ne može utvrditi u kojem se terencu, koji sad idu u različitim smjerovima, nalazi Ferris.
Ferris je prebačen u Siriju, gdje ga ispituje al-Saleem osobno. Kada Ferris upita al-Saleema za Aišu, on mu kaže da mu je netko lagao i smjestio mu.
Nakon toga Ferris ugleda Karamija i govori al-Saleemu da postoji krtica u njegovoj organizaciji koja radi za njega, stoga Ferris zaključuje da al-Saleem radi za njega. al-Saleem mu ne povjeruje, prebije ga, uključuje kameru i naređuje njegovo pogubljenje.
Salaam i njegovi ljudi dolaze u zadnji tren i spašavaju Ferrisa. al-Saleem je uhićen i odveden vlastitim terencem kojeg vozi Marwan Se-Kia, Salaamova desna ruka.
Salaam posjećuje Ferrisa u bolnici, priznajući mu da je lažirao Aišinu otmicu i vođenje Ferrisovog hvatanja od strane al-Saleema, koristeći Karamija kao sponu. Rezigniran svime, Ferris daje otkaz i odlazi se vidjeti s Aišom.  

## Glumačka postava
- Leonardo DiCaprio kao Roger Ferris, operativac u CIA-inoj bliskoistočnoj podružnici, kasnije šef CIA-ine podružnice u Jordanu
- Russell Crowe kao Ed Hoffman, šef CIA-ine bliskoistočne podružnice i Ferrisov nadređeni
- Mark Strong kao Hani Salaam, šef jordanskih obavještajnih službi
- Golshifteh Farahani kao Aiša, medicinska sestra u Ammanu i Ferrisova djevojka
- Oscar Isaac kao Basam, CIA-in terenski operativac i Ferrisov bliski suradnik u Iraku
- Ali Suliman kao Omar Sadiki, jordanski arhitekt koji je niže rangirani Al-Kaidin financijer i CIA-in mamac u hvatanju al-Saleema
- Alon Abutbul kao al-Saleem, vođa nezavisne terorističke grupe bazirane u Jordanu, koja surađuje s Al-Kaidom
- Vince Colosimo kao Skip, CIA-in terenski operativac u Jordanu
- Simon McBurney kao Garland, računalni genijalac unajmljen od CIA da vodi njene crne operacije
- Mehdi Nebbou kao Nizar, bivši jezikoslovac, Al-Kaidin operativac i neuspješni prebjeg
- Michael Gaston kao Holiday, Ferrisov prethodnik kao šef CIA-ine podružnice u Jordanu
- Kais Nashif kao Mustafa Karami, bivši sitni kriminalac koji je član Al-Kaidine ćelije pod vodstvom al-Saleema, poslije radi kao Salaamov doušnik
- Jamil Khoury kao Marwan Se-Kia, jordanski obavještajac i tjelohranitelj Hani Salaama
- Lubna Azabal kao Cala, Aišina sestra
- Ghali Benlafkih i Youssef Srondy kao Rowley i Yousef, Aišini nećaci
- Ali Khalil kao Zayed Ibishi, CIA-in lokalni agent u Ammanu, sudjeluje u Hoffmanovoj tajnoj operaciji
- Annabelle Wallis kao Salaamova pratnja u baru
- Michael Stuhlbarg kao Ferrisov odvjetnik

Carice van Houten je dobila ulogu Rogerove žene Gretchen Ferris, ali sve njene scene su izbrisane i ne pojavljuje se u konačnoj verziji filma.

## Teme
Ridley Scott je prethodno snimio film koji se također bavi temom sukoba zapadnih i arapskih civilizacija, Kraljevstvo nebesko, radnje smještene u doba Križarskih ratova. Tijelo od laži se nastavlja na tu temu kroz kontekst modernih obavještajnih operacija i terorizma.
Radnja filma stavlja dva potpuno različita lika na istu stranu. Ferris, CIA-in čovjek na terenu, posvećeni je Arabist tečnog jezika; oslanja se na povjerenje, lokalno znanje i ljudsku inteligenciju. Hoffman, njegov nadređeni, koji se nalazi kod kuće u Washingtonu i u CIA-inom sjedištu u Virginiji, je više Makijavelist: telefonski odobrava obmane, dvostruke prijevare i nasilje te je totalno beskrupulozan. Magazin The New Yorker ga je opisao kao "pohlepnu, američku domaću životinju - nakaznog korisnika modernih medija, koja uvijek jede".
Na početku filma, Hoffman objašnjava svojim nadređenima da su teroristi svojim povratkom na netehnološku metodu komunikacije učinili beskorisnim visoko specificirane alate koje CIA koristi, što povećava vrijednost Ferrisovih metoda rada na osnovu ljudske inteligencije. Teroristi izbjegavaju mobitele i računala, preferirajući komunikaciju licem u lice i šifrirane pisane poruke. Suprotno od njih, Amerikanci koriste sofisticiran način komunikacije (Hoffman i Ferris redovito pričaju preko mobitela) i nadzora (špijunski avioni s velikih visina pružaju različite kutove gledišta). David Denby iz The New Yorkera je rekao da Scott zapravo sugerira kako CIA ima tehnologiju, ali nema ljudsku inteligenciju da bi se na pravi način borila protiv terorizma na Bliskom istoku. Unatoč Hoffmanovoj udaljenosti, udarci i neplanirane posljedice njegovih planova se često manifestiraju na Ferrisu. Ta razlika je naglašena kada Ferris, trpeći oslabljeni kredibilitet, ranjene kolege i osobni rizik, biva podsjećen od Hoffmana da su oni "organizacija koja je orijentirana samo na uspjehe".

## Vanjske poveznice
- Tijelo od laži u internetskoj bazi filmova IMDb-a
- Tijelo od laži na Rotten Tomatoes